# Intercomunalități în Franța
În Franța, termenul de intercomunalitate (franceză intercommunalité) desemnează posibilitatea comunelor franceze de a exercita în comun anumite competențe.

## Context
Conștienți de situația inadecvată a sistemului de diviziuni în comune, dar fiind incapabili să schimbe situația, politicienii francezi au creat în ultimii 50 de ani un nou sistem de organizare administrativă locală ce permite diferitelor comune independente de a se reunii și de a forma un sindicat ce permite utilizarea în comun a anumitor servicii publice. Acestea efectuează în unele locuri doar servicii de bază, cum ar fi colectarea deșeurilor menajere sau asigurarea alimentării cu apă potabilă în zone rurale, dar în alte regiuni, în special pin cele urbane, cooperarea este mai puternică, asigurând transportul în comun sau chiar colectarea taxelor locale.
În 1999, prin legea Chevènement, structurile de intercomunalitate au fost restructurate și s-a creat un context legal de acordare a finanțărilor din partea statului pentru a încuraja comunele să formeze intercomunalități. Spre deosebire de legea Marcellin din 1971 care a creat un context de unire a comunelor, car care a fost considerată un eșec, legea Chevènement s-a bucurat de un real succes, în primii 5 ani de la intrarea în vigoare a acesteia, majoritatea comunelor au făcut parte din structuri de intercomunalitate. 

## Tipuri de intercomunalități
Actualmente există două tipuri de intercomunalități:
- Intercomunalități fără putere fiscală. Sunt cea mai suplă formă de intercomunalitate în care comunele formează sindicate intercomunale (franceză syndicats intercommunaux și contribuie la bugetul acestora, fără ca sindicatul să aibă dreptul de a percepe taxe. Aceste forme nu au fost modificate de legea Chevènement și se află într-un trend descendent. Formele de sindicat existente sunt:
  - Sindicat intercomunal cu vocație unică (franceză:Syndicat intercommunal à vocation unique), este cel mai simplu tip de sindicat, ce are doar competențele definite de statutul său;
  - Sindicat intercomunal cu vocații multiple (franceză: Syndicat intercommunal à vocations multiples), sunt sidicate cu competențe mai largi decât cele din prima categorie;
  - Sindicat mixt, este o formă de cooperare între colectivități de naturi diferite (comune și intercomunalități, sau comune și departament, etc)
- Intercomunalități cu putere fiscală. Sunt definite de legea Chevènement, numite oficial etablismente publice de cooperare intercomunală (franceză: établissements publics de coopération intercommunale) care definește trei astfel de tipuri de intercomunalități:
  - Comunitate de comune (franceză communauté de communes), este o modalitate de intercomunalitate dedicată în principal comunelor rurale. Poate grupa comune vecine fără enclave, în scopul de a coordona activitățile comune de dezvoltare economică și amenajare a teritoriului plus alte activități ce pot fi definite de către comunitate. Organul administrativ este un consiliu ai cărui membrii sunt aleși de către membrii consiliilor municipale ale comunelor constituente. Este forma de organizare cu cea mai mare autonomie pentru comunele constituente. Sunt indicate cu galben pe harta alăturată.
  - Comunitate de aglomerație(franceză: communauté d'agglomération), este o modalitate de intercomunalitate dedicată orașelor de dimensiuni medii și suburbiilor acestora. Este organizată în jurul unui oraș cu minim 15.000 locuitori și populația minimă a aglomerației trebuie să fie de minim 50.000 locuitori dintr-un teritoriu fără enclave. Acestea coordonează împreună activitățile de dezvoltare economică, gestionarea transportului în comun, programul local de habitat, etc. O serie de competențe sunt opționale: gestionarea apei potabile, a deșeurilor, a mediului, a infrastructurii rutiere, etc. Principala resursă a comunității este impozitul profesional colectat de la persoanele juridice, care are aceeași valoare în întreaga colectivitate. Sunt indicate cu portocaliu pe harta alăturată.
  - Comunitate urbană (franceză: communauté urbaine), este o modalitate de intercomunalitate dedicată orașelor de dimensiuni medii și suburbiilor acestora. Este organizată în jurul unui oraș cu minim 50.000 locuitori și populația minimă a aglomerației trebuie să fie de minim 500.000 locuitori dintr-un teritoriu fără enclave (unele comunități urbane formate înainte de promulgarea legii au populații mai scăzute). Spre deosebire de celelalte două tipuri de comunitate, o comună nu poate părăsii liber comunitatea urbană. Este cel mai înalt nivel de colaborare între comune și are atribuții în multe domenii, cum ar fi: dezvoltarea economică, socială și culturală, amenajarea teritoriului, transportul în comun, serviciile de interes colectiv (apă, gestiunea deșeurilor, cimitirele, abatoarele publice, piețele etc.), sericiile de protecție a mediului, etc. Această formă de intercomunalitate este forma care primește cea mai mare parte din buget din partea statului dar este forma de organizarea cu cea mai mică autonomie pentru comunele individuale. Sunt indicate cu roșu pe harta alăturată.
- O altă formă de intercomunalitate cu putere fiscală existente înaintea promulgării legii Chevènement este Sindicatul de aglomerație nouă (franceză Syndicat d'aggloperation nouvelle). Au fost formate în 1983 pentru a organiza noi orașe, dar unele dintre ele au devenit cumunități de aglomerație în ultimii ani. Se estimează că acest tip de intercomunalitate va dispărea în viitorul apropiat. Sunt indicate cu violet pe harta alăturată.

Sumele alocate de guvern variează în funcție de tipul comunității și de populația acesteia, aceasta fiind principala atractivitate a intercomunalităților. Comunitățile de comune primesc cea mai mică sumă pe cap de locuitor, în timp ce Comunitățile urbane primesc cea mai mare sumă pe cap de locuitori, statul forțând astfel comunele să realizeze comunități foarte integrate.

## Statistici
Majoritatea comunelor au format intercomunaliăți, această organizare având un succes important în rândul administrației locale franceze, cunoscută pentru conservatorismul său. La data de 1 ianuarie 2006 existau 2.574 comunități cu fiscalitate proprie, regrupând 90% din comunele Franței (32.902) și 85% din populație, adică 53,5 milioane de locuitori:
- 14 Comunități urbane (6,2 milione de locuitori): Alençon, Arras, Bordeaux, Brest, Cherbourg, Dunkerque, le Creusot-Montceau, le Mans, Lille, Lyon, Marseille, Nancy, Nantes, Strasbourg
- 164 Comunități de aglomerație (20,7 M)
- 2.390 Comunități de comune (24 M)
- 6 Sindicate de aclomerație nouă (0,3 M)

## Probleme
Aceste rezultate excelente ascund totuși o realitate mai sumbră. În zonele rurale, multe comune au format comunități doar datorită fondurilor guvernamentale, menținând un număr minim de activități comune, de cele mai multe ori, fiind aceleași cu ale sindicatelor pe care le-au înlocuit. Anumiți critici, spun că din momentul în care guvernul nu va mai acorda ajutoare financiare comunităților, multe dintre aceste vor dispare. 
În zonele urbane, succesul este mai important, multe dintre comunități fiind organizate din dorința sinceră de a lucra împreună. Totuși, în multe zone au apărut discordii între politicieni ce nu au permis crearea unei structuri intercomunale pentru toată zona urbană. În alte zone, comunele mai bogate refuză să accepte în cadrul intercomunalității loc comunele mai sărace, iar în altele, comunele adiacente unui oraș mare au refuzat să se asocieze cu acesta, de teamă că orașul principal va domina comunele suburbane. Există de asemenea și discordii de ordin politic, în sensul că unele comune al căror primari sunt din zone ale spectrului politic opuse au refuzat să se asocieze datorită suspiciunilor dintre ele. 
Cele mai faimoase exemple sunt astfel Marsilia, Toulouse și Paris:
- În zona urbană a Marsiliei există patru structuri intercomunale distincte deoarece comunele mai bogate, organizate în jurul orașului Aix-en-Provence nu doresc să se asocieze cu Marsilia, și comunele învecinate, considerate mai sărace, iar unele comune suburbane, considerate bastioane ale Partidului comunist francez au refuzat să se asocieze cu orașul Marsilia, considerat bastion al partidelor de dreatpta.
- În zona urmană a orașului Toulouse există doar trei comunități de aglomerație, cu toate că orașul Toulouse poate forma o comunitate urbană, dar comunele suburbane se tem de pierderea puterilor locale, în detrimentul orașului Toulouse.
- În zona Parisului, nu există nici o intercomunalitate care să conțină orașul propriu zis Paris, deoarece comunele adiacente se tem de absorbirea lor în cadrul unui "Mare Paris".

Una dintre problemele majore ale intercomunalității este faptul că structurile intercomunale nu conțin membrii aleși prin vot direct, astfel că agenda și rolurile intercomunalității sunt decise de către birocrați în funcție de deciziilor acestora, fără a putea fi validate de către populație. Situația este asemănătoare cu cea întâlnită în cadrul structurilor de conducere a Uniunii Europene unde puterea partajată între statele suverane este exercitată de către birocrați numiți de către fiecare guvern în parte. 

## Viitor
Odată cu introducerea structurilor de intercomunalitate, a avut loc una dintre cele mai importante schimbări la nivelul organizării administrative în Franța. Totuși, structurile de intercomunalitate, create pentru a rezolva problema existenței mult prea multor comune mici, cu toate că au reprezentat un real succes, nu sunt foarte stabile datorită nedefinirii foarte clare a puterilor lor și a interacțiunii cu nivelele de administrație inferioară și superioară. 
Unele voci cer ca structurile itnercomunale să aibă mai multă putere și reprezentanți aleși în mod direct, dar aceasta ar duce la pierderea rolului comunelor. Alte persoane consideră că odată cu oprirea ajutoarelor de la stat, cele mai multe comune vor dispare, în timp ce cei mai optimiști prevăd structurile de intercomunalitate a fi doar un pas înainte de uirea comunelor. 